# Facitorus superus
Facitorus superus är en stekelart som beskrevs av Van Achterberg 1995. Facitorus superus ingår i släktet Facitorus och familjen bracksteklar. Inga underarter finns listade i Catalogue of Life.